# Kanton Le Grand-Lemps
Kanton Le Grand-Lemps (fr. Canton du Grand-Lemps) je francouzský kanton v departementu Isère v regionu Rhône-Alpes. Skládá se ze 13 obcí.

## Obce kantonu
- Apprieu
- Belmont
- Bévenais
- Biol
- Bizonnes
- Burcin
- Châbons
- Colombe
- Eydoche
- Flachères
- Le Grand-Lemps
- Longechenal
- Saint-Didier-de-Bizonnes